# آرامگاه سید زین‌العابدین
بقعه سید زین العابدین مربوط به سده‌های متاخر دوران‌های تاریخی پس از اسلام - دوره قاجار است و در شهرستان مهدی‌شهر، بخش شهمیرزاد، دهستان چاشم، روستای چاشم، انتهای خیابان اصلی، واقع در گورستان امیر احمدی واقع شده و این اثر در تاریخ ۱۸ اسفند ۱۳۸۷ با شمارهٔ ثبت ۲۵۰۹۸ به‌عنوان یکی از آثار ملی ایران به ثبت رسیده است.